# Virtuelle Fachbibliothek Sportwissenschaft
Die Virtuelle Fachbibliothek Sportwissenschaft (ViFa Sport) soll ein Fachportal zur sportwissenschaftlichen Informationssuche im Internet werden.
Nach dem Aufbau der ViFa Sport sollen die Datenbestände über eine eigene Internetadresse abrufbar sein.
Eine eingeschränkte Auswahl sportwissenschaftlicher Informationsbestände sollen in einem frei zugänglichen Internetauftritt zusammengeführt und über eine Suchanfrage gleichzeitig abgefragt werden können. Zudem wird angestrebt, einen direkten Zugriff auf alle angebotenen Medien über die Verlinkung von digitalen Volltexten, die Möglichkeit der Online-Fernleihe sowie der elektronischen Dokumentlieferung anzubieten. Damit wird die Ausweitung und Verbesserung der überregionalen Literaturversorgung mit konventionellen und digitalen Informationsquellen angestrebt.
Folgende Kernbestände sollen in die ViFa Sport integriert werden:
- der Bibliothekskatalog der Zentralbibliothek der Sportwissenschaften (ZBS) der Deutschen Sporthochschule Köln (DSHS) sowie weitere relevante Bibliothekskataloge; sportbezogene Auszüge aus den Katalogen der Bibliothek der Friedrich-Ebert-Stiftung Bonn (FES) und der Deutschen Zentralbibliothek für Medizin (ZB MED),
- medienübergreifende Fachdatenbanken: das Sportinformationssystem SPORTIF mit den Datenbanken SPOLIT, SPOMEDIA und SPOFOR vom Bundesinstitut für Sportwissenschaft (BISp) in Bonn; die Datenbanken SPOWIS und SPONET des Instituts für Angewandte Trainingswissenschaft (IAT) in Leipzig, Ausschnitte aus dem Fachinformationssystem Bildung (FIS Bildung) des Deutschen Instituts für Internationale Pädagogische Forschung (DIPF) und aus der ernährungswissenschaftlichen Datenbank NutriSport der Informations- und Dokumentationsstelle der Justus-Liebig-Universität Gießen,
- ein Fachinformationsführer Sport zu sportwissenschaftlichen Internetressourcen (über das Portal SPORTIF des BISp im Aufbau),
- ein Current-Contents-Dienst, der die Inhaltsverzeichnisse der wesentlichen Sportzeitschriften der ZBS auswertet (im Aufbau),
- Online-Volltexte (Retrodigitalisate und E-Publikationen) der im Projektverlauf digitalisierten Zeitschrift „Theorie und Praxis Leistungssport“, der Schriftenreihe der Deutschen Vereinigung für Sportwissenschaft (dvs) sowie der FES-Sonderbestand Arbeitersport,
- Ressourcen und Services zum E-Learning von der Universität des Saarlandes.

Die Virtuelle Fachbibliothek Sportwissenschaft wird von fünf Organisationen aufgebaut: Zentralbibliothek der Sportwissenschaften als federführende Organisation, Bundesinstitut für Sportwissenschaft, Institut für Angewandte Trainingswissenschaft, Deutsche Vereinigung für Sportwissenschaft und Bibliothek der Friedrich-Ebert-Stiftung. Finanziert wird der Aufbau der Virtuellen Fachbibliothek Sportwissenschaft durch die Deutsche Forschungsgemeinschaft (DFG) bis Januar 2008 über einen Zeitraum von zwei Jahren. Gehostet wird ViFA Sport von dem Hochschulbibliothekszentrum NRW (hbz).

## Kritik
Derzeit weist die virtuelle Fachbibliothek noch Defizite auf. So werden z. B. Treffer der durchsuchten Datenbanken separat dargestellt, doppelte Treffer aus den durchsuchten Datenbanken nicht herausgefiltert (Dublettenfilter). Die angestrebte "komfortable Bedienbarkeit" ist ebenfalls noch mangelhaft; so ist beispielsweise die Website nicht barrierefrei.